# Crataegus mexicana
Crataegus mexicana è una è una pianta della famiglia delle Rosaceae, comunemente conosciuta come tejocote (dal nahuatl texocotl, 'frutto pietra'). È originaria delle montagne del Messico e di parti del Guatemala ed è stata introdotta nelle Ande.

## Descrizione

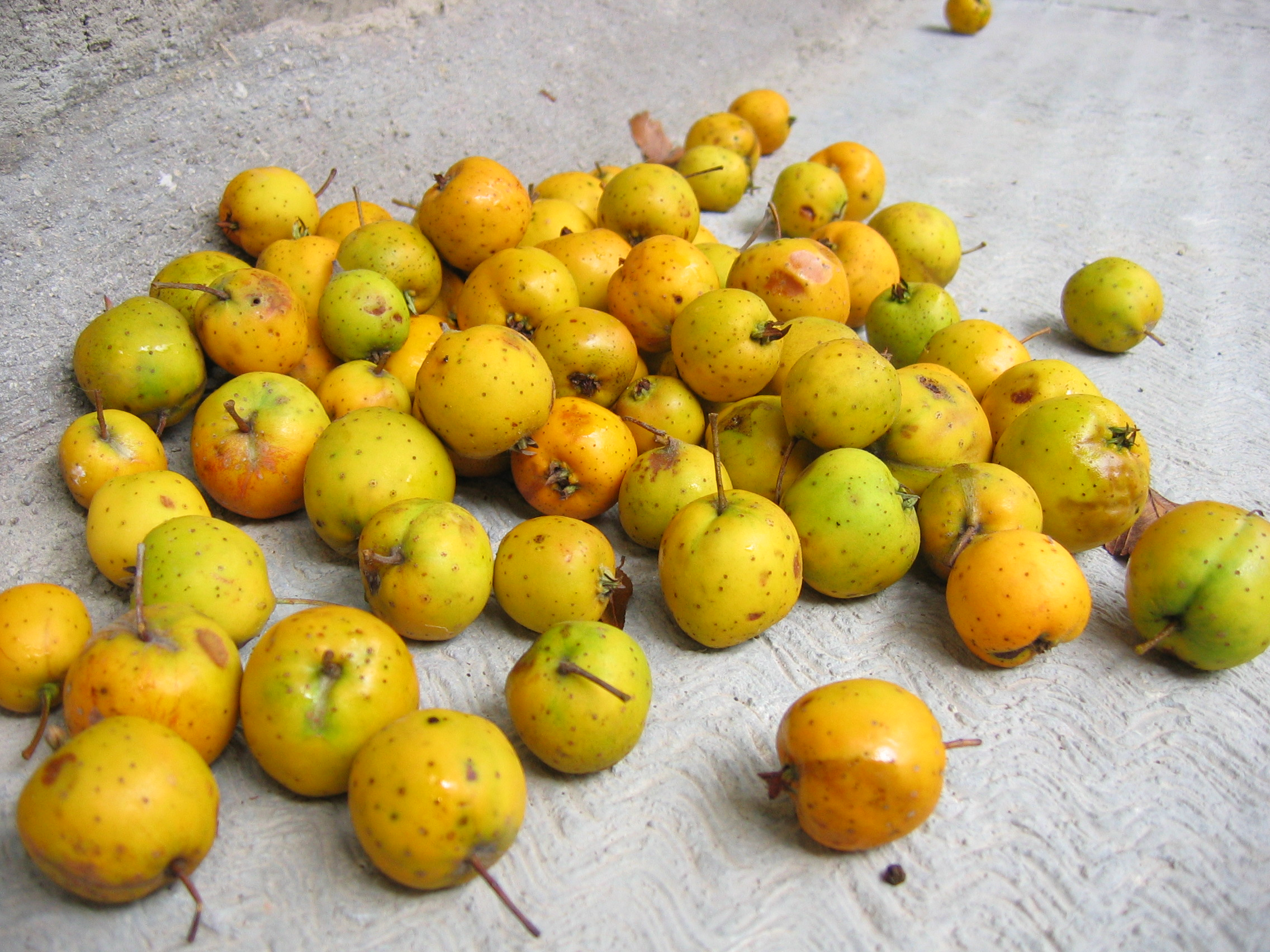
I frutti

La pianta è un grande arbusto o piccolo albero che cresce fino a 5-10 m di altezza, con una chioma densa. Le foglie sono semi-sempreverdi, di forma ovale o romboidale, lunghe tra 4 e 8 cm, con un margine seghettato. I fiori sono di colore bianco sporco e raggiungono un diametro di 2 cm. Il frutto è un pomo globoso di colore rosso-arancio di circa 2 cm di lunghezza e 1,5 cm di diametro che matura a fine inverno, poco prima della fioritura dell'anno successivo.

## Usi
Il frutto viene consumato in Messico cotto, crudo o in scatola. Assomiglia a un melo selvatico, ma possiede tre o talvolta più noccioli duri al suo interno. È l'ingrediente principale utilizzato nel ponche, il tradizionale punch messicano caldo alla frutta che viene servito a Natale e Capodanno. Nel Giorno dei Morti i frutti del tejocote e le caramelle preparate con essi vengono usati come offerte ai defunti, e i rosari fatti con il frutto fanno parte delle decorazioni degli altari. Una miscela di pasta di tejocote, zucchero e peperoncino in polvere produce una popolare caramella messicana chiamata rielitos, così denominata poiché assomiglia a un minuscolo binario.
A causa del suo alto contenuto di pectina, il frutto viene lavorato per estrarla per usi alimentari, cosmetici, farmaceutici e tessili.
Altri usi includono l'alimentazione per il bestiame (per il quale vengono utilizzate foglie e frutti) e gli usi medicinali tradizionali; un infuso messicano di radice di tejocote viene utilizzato come diuretico e come rimedio contro la diarrea, mentre i preparati a base del frutto sono un rimedio contro la tosse e diversi disturbi cardiaci.
Il legno del tejocote è duro e compatto, è utile per realizzare manici di utensili oltre che per legna da ardere.